# Gare de Roche VD
La gare de Roche VD est une gare ferroviaire située sur le territoire de la commune suisse de Roche, dans le canton suisse de Vaud. Elle se trouve en bordure du centre urbain.

## Situation ferroviaire

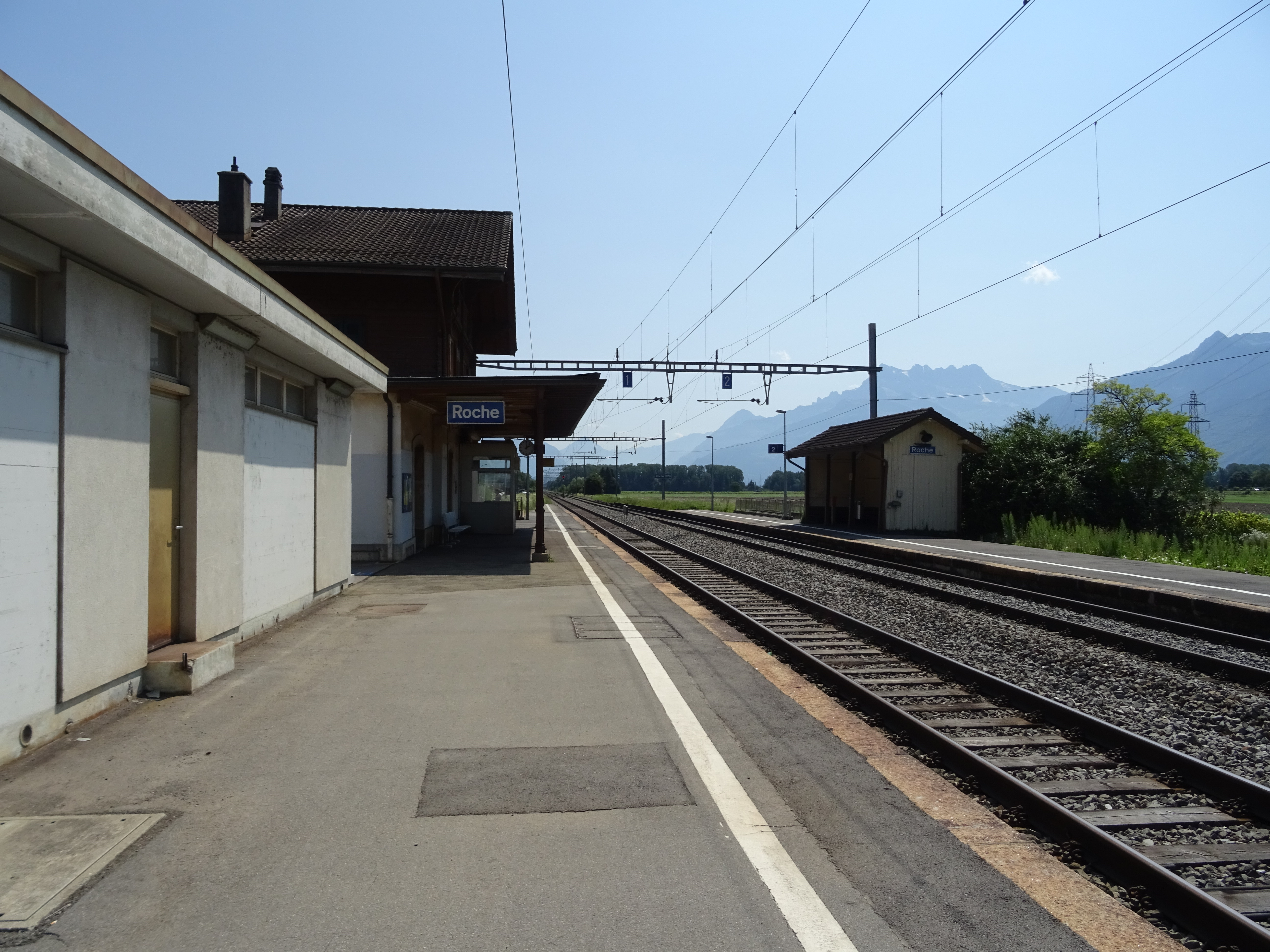
Les voies vues en direction de Brigue.

Établie à 379,9 mètres d'altitude, la gare de Roche VD est située au point kilométrique 33,84 de la ligne du Simplon, entre les gares de Villeneuve (en direction de Lausanne) et d'Aigle (en direction de Brigue).
Elle dispose de deux voies encadrées par deux quais, permettant ainsi l'arrêt des trains de voyageurs dans chaque sens.

## Histoire
La gare de Roche VD a été mise en service en 1857 lors de l'ouverture à l'exploitation du tronçon de Villeneuve à Bex de la ligne du Simplon. Elle a été agrandie en 1911. Depuis le changement d'horaire de décembre 2020, la gare est desservie dorénavant chaque heure dans chaque direction par des trains du RER Vaud prolongés jusqu'en gare d'Aigle.

## Service des voyageurs

### Accueil
Gare des CFF, elle dispose d'un bâtiment voyageurs fermé et d'un abri sur le quai opposé. La gare n'est pas aménagée pour les personnes à mobilité réduite.

### Desserte
Depuis le changement d'horaire de décembre 2020, la gare fait partie du réseau express régional vaudois, assurant des liaisons rapides à fréquence élevée dans l'ensemble du canton de Vaud. Roche VD est desservie par la ligne R3 qui relie Vallorbe à Bex (prolongée parfois jusqu'à Saint-Maurice).

### Intermodalité
La gare de Roche VD n'est en correspondance avec aucune autre ligne de transports en commun.